# Kortenaken
Kortenaken ist eine Gemeinde mit 7949 Einwohnern (Stand 1. Januar 2024) in der Provinz Flämisch-Brabant im Königreich Belgien. Sie besteht aus den Ortsteilen Kortenaken, Hoeleden, Kersbeek-Miskom, Ransberg und Waanrode.
Löwen liegt 24 km westlich, Lüttich 46 km südöstlich und Brüssel etwa 48 km westlich.
Die nächsten Autobahnabfahrten befinden sich bei Bekkevoort und Halen an der A 2.

In Diest, Hasselt, Sint-Truiden und Tienen befinden sich die nächsten Regionalbahnhöfe.

Der Flughäfen von Lüttich und Maastricht sind die nächsten Regionalflughäfen und Brüssel National nahe der Hauptstadt ist ein internationaler Flughafen.

## Persönlichkeiten
- Antoine de Vinck (1924–1992), Keramiker
- Jozef Schils (1931–2007), Radrennfahrer

## Wappen
Beschreibung: Das Wappen ist geviert.
1. Im ersten Feld in Silber drei rote Kugeln schrägrechts gestellt,
2. das zweite Feld in Schwarz zeigt den Brabanter Löwen mit einem fünflappigen blauen Turnierkragen belegt,
3. im dritten Feld fünf Reihen Eisenhut werden durch ein goldenes rechtes Obereck mit drei roten rechtsgelegten (2,1) gestellten Fäusteln unterbrochen und
4. im letzten vierten Feld in Gold zwei schwarze Balken.